# Márta Ferenc
Márta Ferenc (Kiskundorozsma, 1929. január 12. – Budapest, 2010. február 25.) magyar kémikus, egyetemi tanár, Magyar Tudományos Akadémia rendes tagja (1976).
Kutatási területe: reakciókinetika, reakciók mechanizmusa, szabad gyökök bomlási, izomerizációs és hidrogénleszakítási reakcióinak kinetikai paraméterei, karbonilvegyületek fotokémiai és fotofizikai folyamatai.

## Életpályája
Felsőfokú tanulmányokat a Szegedi Tudományegyetemen folytatott vegyész szakon. 1953-ban szerzett vegyész diplomát, bent maradt a Szervetlen és Analitikai Kémiai Tanszéken gyakornoknak. 1957-58-ban a Szovjetunió Tudományos Akadémiájának Kémiai–Fizikai Kutató Intézetében töltött három hónapot tanulmányúton, később 1961-ben a Cambridge-i Egyetemre ment tanulmányútra 12 hónapra. 1960-ban kandidátusi fokozatot ért el, 1966-ban a kémiai tudományok doktora fokozatot. 1960. szeptember 1-jén egyetemi docensi, 1967. március 1-jén egyetemi tanári kinevezést kapott. 1962-től az Általános és Fizikai Kémiai Tanszékre nevezték ki tanszékvezetőnek. Szegeden 1975-ig volt tanszékvezető egyetemi tanár, közben 1959-61-ig dékánhelyettesi teendőket látott el a Természettudományi Karon, az egyetem rektori pozíciót 1967-73-ig töltötte be. 1975. május 10-én Budapestre távozott.
Számos tudományos és politikai tisztséget töltött be. 1970-ben beválasztották az MTA levelező, majd 1976-ban rendes tagjai sorába. 1973-1990-ig az MTA elnökségének tagja, 1975–1980-ig főtitkára, 1985-1990-ig alelnöke, 1970-től a Kémiai Osztály tagja, 1977-1980-ig az Interkozmosz Tanács elnöke. 1985-1991-ig az Acta Chimica Hungarica főszerkesztője, az International Reviews in Physical Chemistry szerkesztőbizottságának tagja (1983-tól). 1970-től 1985-ig tagja volt az MSZMP Központi Bizottságának, 1988–1989-ben a Központi Ellenőrzési Bizottságnak.
Nemzetközi kémiai társaságokba választották be tagnak, köztük The American Chemical Society (1965); The Chemical Society, London (1966); Deutsche Bunsengesellschaft, Stuttgart (1964); The Farady Society, London (1965), Société Chimique de France (1964).
1980-tól az MTA Központi Kémiai Kutatóintézetének főigazgatója, 1990-től haláláig kutatóprofesszora. Tudományos közleményeit angol nyelven publikálta hazai és nemzetközi szakmai folyóiratokban, nemzetközileg is ismert és elismert reakciókinetikus volt.

## Tanulmányai (válogatás)
- Mechanism of influencing the thermal decomposition of propionaldehyde by nitric oxide. Szabó Zoltánnal. J. Amer. Chem. Soc. 1961.
- The effect of propylene and ethylene on the thermal decomposition of propionaldehyde. Társszerzőkkel. AChimHung 1966.
- Interpretation of limiting rate and of induction period in oxidation of benzaldehyde catalyzed by cobaltous acetate. Társszerzőkkel. Disc. Faraday Soc. 1968.
- Fizikai kémiai példatár. Bán Miklóssal, Novák Mihállyal. Budapest : Tankönyvkiadó. 1968. 165 p. (További kiadások: 1974, 1976, 1980, 1981.)
- The thermal decomposition of isobutane. Társszerzőkkel. Ber. Bunsenges. Phys. Chem. 1969.
- Inhibíciós jelenségek gázreakciókban. Szabó Zoltánnal. In: A kémia legújabb eredményei. Budapest : Akadémiai K., 1971. 186 p.
- Chain initiation in the pyrolysis of paraffins. 1. Unimolecular decomposition reactions and their role in the pyrolysis of simple hydrocarbons. Társszerzőkkel. AChimHung 1972.
- Kinetics of the decomposition of ethane sensitized by azoisopropane. Szirovicza Lajossal. Reaction Kinetics and Cat. Letters, 1974.
- Some reactions of the isopropyl radical. Szirovicza Lajossal. Int. J. Chem. Kinetics, 1976.
- Decomposition of chemically activated dimethylcyclopropane molecules vibrationally excited to various extent. Társszerzőkkel. Int. J. Chem. Kinetics, 1985.
- Surfacegas energy transfer in the oxetane decomposition system. Társszerzőkkel. React. Kinet. Catal. Lett., 1989.
- Thermal decomposition reactions of 2-methyloxetan and 3-methyloxetan. Társszerzőkkel. J. Chem. Soc. Faraday Trans., 1990.

### Tudománytörténet
- Megemlékezés. Bérczes Tibor[1] (1932–2007). Magyar Tudomány, 2008/1. sz. 106. p.[2]

## Elismerések, díjak

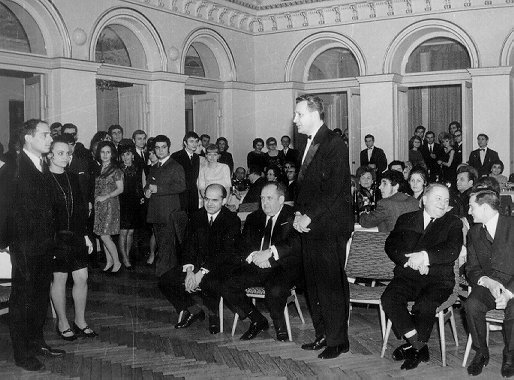
Szegedi egyetemi báli megnyitó, jobbra az álló alak szemben a diákokkal Márta Ferenc, a JATE rektora

- Munka Érdemrend ezüst fokozata (1964)
- Akadémiai Díj (1969)
- Munka Érdemrend arany fokozata (1973)
- Állami Díj (1985) – a kémiai folyamatok: szénhidrogénkémiai, fotokémiai, légkörkémiai és intermedierkémiai átalakulások mechanizmusának felderítése érdekében végzett nemzetközi színvonalú kutatómunkájáért (megosztott díj Bérces Tiborral)
- Magyar Népköztársaság Zászlórendje (1989)
- A Magyar Köztársasági Érdemrend középkeresztje (2007)
- Csehszlovákiai, majd Cseh Tudományos Akadémia külső tagja (1980)
- Szovjet, majd Orosz Tudományos Akadémia külső tagja (1982)
- Odesszai Állami Egyetem díszdoktora (1975)
- JATE díszdoktora